# Antonio Lorenzini
Antonio Lorenzini (Lama Mocogno, 10 maggio 1894 – Lama Mocogno, 22 dicembre 1966) è annoverato tra i Giusti tra le nazioni per la sua attività in difesa degli ebrei e di rifugiati nel comune di Lama Mocogno.

## Biografa
Nato da una famiglia contadina in un piccolo borgo di montagna. Frequentò soltanto le due classi elementari allora obbligatorie.
Fu arruolato all'entrata dell'Italia nella prima guerra mondiale e, a fine 1915, venne gravemente ferito e subì l'amputazione di una gamba. Conseguì allora la licenza elementare, si sposò, ebbe due figli e visse nel paese natale per il resto della sua vita lavorando come impiegato comunale.
Durante la seconda guerra mondiale era impiegato all'anagrafe e nel 1943, dopo l'8 settembre, iniziò ad aiutare molti soldati sbandati, fornendo loro falsi documenti, per sottrarli alla cattura da parte dei tedeschi divenuti occupanti. Fece poi lo stesso per Vittore Colorni, in fuga da Mantova con la sua famiglia, e per la famiglia Norsa, permettendo loro di rifugiarsi salvi a Roma.
Nel 1964 ricevette la Croce di Cavaliere al Merito e il 12 aprile 2001 venne riconosciuto Giusto tra le nazioni dallo Yad Vashem.